# غار لادیز (میرجاوه)
غار لادیز نام یک غار در شهر لادیز از توابع شهرستان میرجاوه در استان سیستان و بلوچستان است که در فهرست آثار طبیعی ملی به ثبت رسیده است.
غار طبیعی لادیز در فاصله ۳ کیلومتری شهر لادیز و در ۱۵ کیلوق شهر میرجاوه قرار دارد. این غار ارتفاعی حدود ۵.۲ متر و طولی حدود ۱۵ کیلومتر دارد. در تمام فصول سال، در کف و دیواره‌های این غار شگفت‌انگیز جویبارهایی سرازیر می‌شوند و صدای افتادن قطرات درشت آب به درون جویبارهای جاری و انعکاس صدای آن در فضای غار، موسیقی دلنشینی را برای هر مسافری فراهم می‌کند.آبشار لادیز هم در ۳ کیلومتری غار لادیز واقع شده است.